# Псалом 9

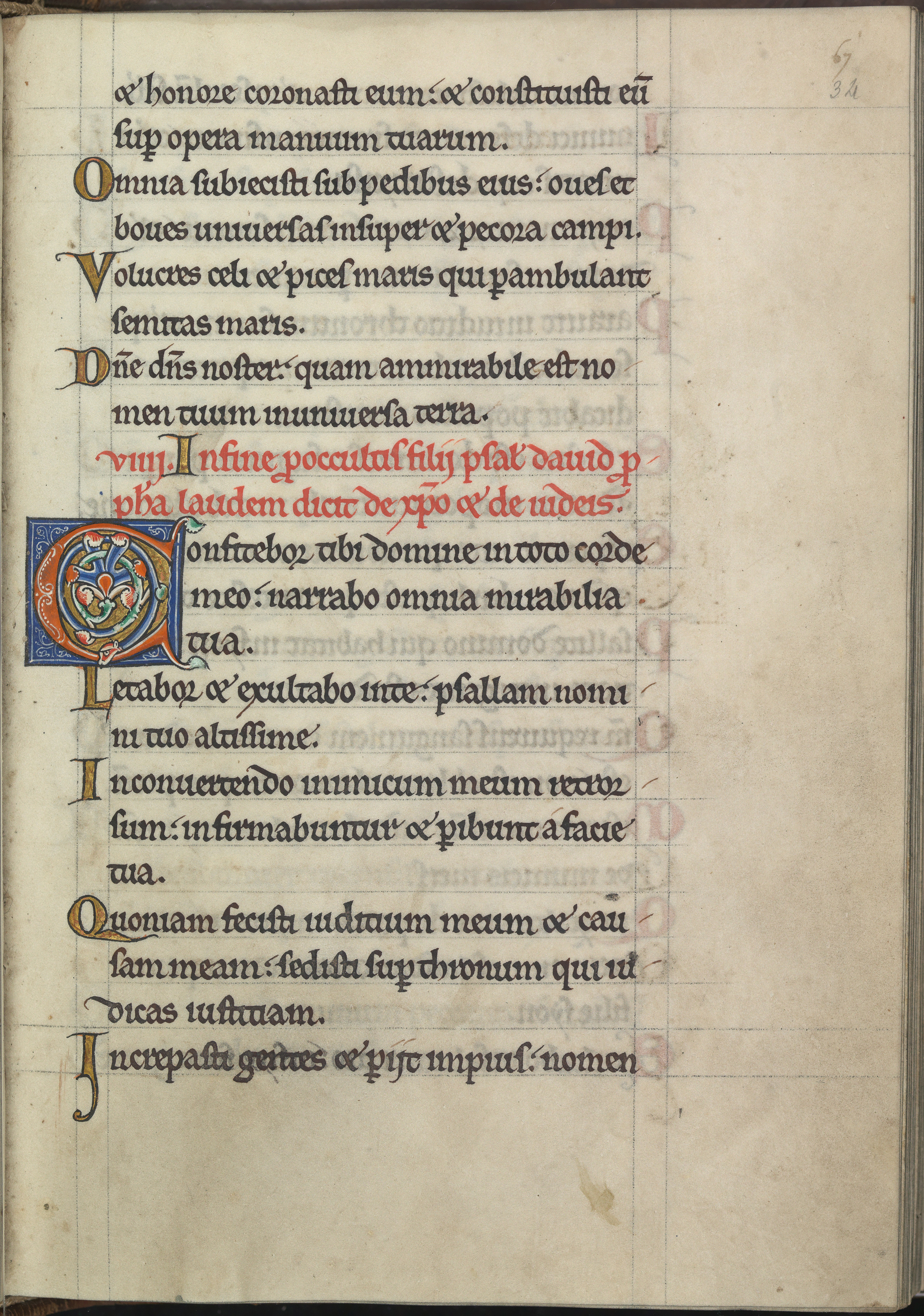
9-й псалом на листе из Псалтири Алиеоноры Аквитанской

Девя́тый псало́м — 9-й псалом из книги Псалтирь. Известен по латинскому инципиту Confitebor tibi Domine, «Исповѣмся Тебѣ Господи». Является «алфавитным» псалмом, каждый стих начат буквой еврейского алфавита, не всегда, однако, в строгой последовательности и согласии с настоящим порядком. В Ктувим этот псалом разделён на два — 9-й псалом русской Библии заканчивается в еврейской 21-м стихом, а с 22-го уже начинается 10-й псалом, также «алфавитный». Латинская Библия держится еврейского порядка деления псалма, а греческая и славянская соединяют еврейские псалмы 9—10 в единый 9-й. Отсутствие надписи над 10-м псалмом в еврейской Библии, одинаковость алфавитного порядка и сходство обоих псалмов в выражении мыслей дают право заключать о единстве их автора, Давида.

## Надписание и авторство псалма
Надписание псалма в русском переводе — «Начальнику хора. По смерти Лабена. Псалом Давида», что создаёт определённые сложности, так как более Лабен в Библии не упомянут. Возможны два варианта толкования:
- Лабен — собственное имя, вероятно, это был один из начальников певческих левитских хоров времён царя Давида, умерший в его царствование (1Пар. 15:18—20)
- Аль мот ла-бен можно перевести как «на смерть сына». Вульгата использует именно такой текст pro morte filii. При этом вполне возможно, что под указанным лицом подразумевается Авессалом
- Септуагинта содержит вариант ὑπὲρ τῶν κρυφίων τοῦ υἱοῦ (калькированный перевод в церковно-славянском тексте ѡ та́йныхъ сы́на)
- Ещё один вариант — надписание указывает на способ, мотив напева псалма по образцу песни, начинавшейся этими словами и не сохранившейся до позднейших времён

Псалом написан по поводу победы, одержанной Давидом над сирийцами (первая часть псалма, стихи 1—21) и нападения в это время на Иудею в южной части Идумеи, которые производили громадные опустошения среди беззащитного населения, так как воины были тогда на севере под начальством Давида в борьбе с сирийцами.

## Содержание
Первая часть псалма — благодарственно-хвалебная. Давид обещает восхвалять Бога (стихи 2—4), так как Он защитил его от врагов и дал ему силу разрушать их города (стихи 4—7). В этой победе обнаружился суд Бога над языческим народом в защиту праведника. Так как Бог — вечен, то и всегда угнетаемый праведник найдет в Нём защиту (стихи 8—11). За оказанную помощь нужно вечно восхвалять Живущего на Сионе (стихи 12—13). Пусть Господь ту помощь, которую в настоящую войну оказал Давиду, продлит ему и на будущее время; пусть погибнут все языческие народы, забывающие Бога, пусть в грозном Его суде над ними познают, что «человеки они» (стихи 14—21).
Вторая половина псалма просительного содержания. Почему Ты, Господи, даёшь нечестивому успех, когда он не верит в промысел Твой на земле, самоуверен в своей мощи, а в поступках стремится к тому, чтобы возможно более причинить разными хитрыми действиями и засадами вреда бедному праведнику (стихи 22—32). Восстань, Господи, на защиту угнетённых и покарай неверие в Тебя нечестивых (стихи 33—34). Ты видишь, как велики страдания праведного; накажи нечестивого и тем заставь людей бояться не человека, но Твоего праведного суда (стихи 35—39).

## Богослужебное использование
Православие
В православной традиции 9-й псалом является первым среди псалмов второй кафизмы. Арсений Каппадокийский рекомендует чтение псалма от демонических кошмаров во сне и искушений днём.
9-й псалом поют в Великий пост, после праздника Богоявления на утрене, в праздник Благовещения Пресвятой Богородицы. Отдельные стихи псалма поют по разным случаям.
9:14 «помилуй меня, Господи; воззри на страдание мое от ненавидящих меня, – Ты, Который возносишь меня от врат смерти» поют, когда случается чума.
Католицизм
По уставу святого Бенедикта, псалом 9а пели на Prima (в первый час, см. Литургия часов) во вторник, а 9б — в среду.